# Derekegyház, Csongrád
Derekegyház  este un sat în districtul Szentes, județul Csongrád, Ungaria, având o populație de 1.677 de locuitori (2011). 

## Demografie
Componența etnică a satului Derekegyház
     Maghiari (99,58%)
     Alții (0,42%)
Componența confesională a satului Derekegyház
     Fără religie (38,22%)
     Reformați (6,56%)
     Necunoscută (53,67%)
     Alte religii (2,15%)
Conform recensământului din 2011, satul Derekegyház avea 1.677 de locuitori. Din punct de vedere etnic, majoritatea locuitorilor (99,58%) erau maghiari. Nu există o religie majoritară, locuitorii fiind persoane fără religie (38,22%) și reformați (6,56%). Pentru 53,67% din locuitori nu este cunoscută apartenența confesională.